# Carlos Lehder
Carlos Lehder (* 7. září 1949 Armenia, Kolumbie) je bývalý kolumbijský drogový dealer a spoluzakladatel Medellínského kartelu. Je známý tím, že koupil ostrov Norman's Cay na Bahamách, který přeměnil na tranzitní bod pro obchod s kokainem do USA. V roce 2020 byl propuštěn z vězení a nyní žije na svobodě.

## Život
Carlos Enrique Lehder Rivas se narodil 7. září 1949 v Armenii v Kolumbii. Po krátkém pobytu ve Spojených státech na počátku své trestné kariéry se stal klíčovým hráčem v obchodu s drogami a spoluzakladatelem Medellínského kartelu, jednoho z nejmocnějších drogových syndikátů v historii.

## Norman's Cay a obchod s kokainem
Lehderovo bohatství začalo eskalovat, když zakoupil ostrov Norman's Cay na Bahamách. Tento ostrov proměnil v překladiště kokainu pro všechny obchodníky, kteří potřebovali doplnit palivo na cestě do USA. Účtoval si obrovské sumy, často i v samotném zboží, za možnost přistát a natankovat na jeho ostrově. Tímto způsobem nashromáždil jmění v hodnotě 2 miliard dolarů.

## Úpadek a zatčení
Postupem času začal být Lehder paranoidní a shromažďoval kolem sebe malou armádu. Nakonec Medellínský kartel, se souhlasem Pabla Escobara, předhodil Lehdera DEA. Následně byl vydán do USA, kde si odpykával doživotní trest.

## Propuštění
Ve věku 70 let, v roce 2020, byl Lehder propuštěn z vězení a žije nyní na svobodě.